# Акчикаси
Акчика́си (рос. Акчикасы, чув. Акчикасси) — присілок у Чувашії Російської Федерації, центр Акчикасинського сільського поселення Красночетайського району.
Населення — 386 осіб (2010; 447 в 2002, 697 в 1979, 864 в 1939, 748 в 1926, 660 в 1897, 367 в 1867).
Національний склад (2002):
- чуваші — 99 %

## Історія
Історична назва — Ачкаси. До 1863 року селяни мали статус удільних, займались землеробством, тваринництвом, ковальством, слюсарством, виробництвом шерсті та одягу. У кінці 19 століття діяло 6 вітряків, шерстобійка, 3 магазини та майстерня з виготовлення кулей і рогіж. 1928 року створено колгосп «Сталь». До 1918 року присілок входив до складу Курмиської волості, до 1920 року — Красночетаївської волості Курмиського, до 1927 року — Ядринського повітів. З переходом на райони 1927 року — спочатку у складі Красночетайського, у період 1962–1965 років — у складі Шумерлинського, після чого знову переданий до складу Красночетайського району.

## Господарство
У селі діють фельдшерсько-акушерський пункт, луб, бібліотека, пошта та 2 магазини.